# Videojuego no lineal

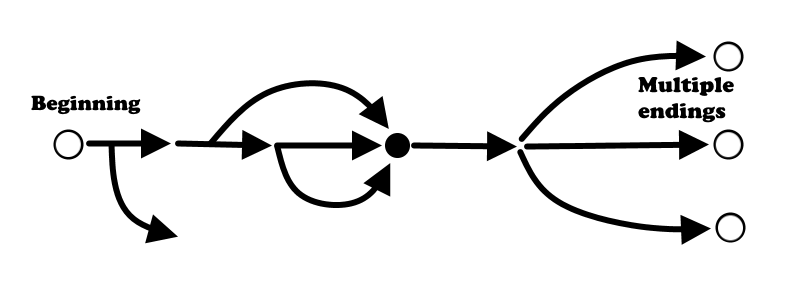
Cambio de elecciones en un No Lineal

Un videojuego no lineal presenta al jugador desafíos que pueden ser completados en un número de secuencias diferentes. Mientras que un videojuego lineal enfrentará al jugador con una serie fija de retos, un juego menos lineal concederá mucha más libertad al jugador. Por ejemplo, un videojuego no lineal puede permitir múltiples secuencias para finalizar el juego, una elección entre caminos a la victoria, o misiones opcionales y argumentos secundarios. Algunos juegos poseen ambos elementos de linealidad y no linealidad; y algunos juegos ofrecen un modo sandbox que deja a los jugadores explorar el ambiente del videojuego independientemente de los objetivos principales del juego.
Un juego que es notablemente no lineal será a veces descrito como de final abierto[cita requerida]Algunos juegos no lineales pueden ser considerados como proveedores de jugabilidad emergente -situación compleja que surge de la interacción de mecánicas de juego relativamente simples.

## Historia y argumento
En un juego verdaderamente no lineal, a veces, no hay historia. Una historia verdaderamente no lineal será escrita enteramente por las acciones del jugador y es por lo tanto un difícil reto de diseño. Como tal, las historias no lineales usualmente preservan el arco narrativo global mientras permiten múltiples soluciones a un desafío en particular, o una decisión entre varios retos.
Left 4 Dead (2008) presenta un sistema dinámico para eventos, ritmo y dificultad llamado el Director. La manera en la que el Director trabaja es llamada narrativa de procedimiento: en vez de tener un nivel de dificultad que se eleva gradualmente a un nivel constante, la IA analiza cómo los jugadores van en el juego hasta ese momento, e intenta agregar eventos subsecuentes que les darían un sentido de narración.
Con Star Ocean, la historia no afecta a la alineación moral de los personajes como los demás juegos de rol, pero si la relación y amistad de ellos, extraída de los juegos de citas. Star Ocean: The Second Story cuenta con 86 finales.
Hay casos de historias no lineales que usan viajes por el tiempo y el espacio. Ejemplos son la serie Chrono de Square Enix y la novela visual erótica de Elf YU-NO: A girl who chants love at the bound of this world. Radiant Historia permite a los jugadores elegir un punto anterior o posterior de la historia, creando múltiples finales.

## Diseño del nivel
Un mundo o nivel de un juego puede ser lineal o no lineal. En un juego con niveles lineales, sólo hay una ruta que el jugador debe tomar para atravesar el nivel. En juegos con niveles no lineales, los jugadores podrían tener que revisitar locaciones o escoger entre múltiples caminos para finalizar el nivel.
Como con otros elementos del juego, el diseño lineal de un nivel no es absoluto. Mientras que un nivel no lineal puede ofrecer a los jugadores la libertad de explorar o volver atrás, hay aún una secuencia estricta de retos que un jugador debe enfrentar para completar el nivel. Incluso si el jugador debe enfrentarse estos desafíos en una secuencia fija, se le podría dar la libertad de buscar e identificar estos desafíos sin tener que presentarlos uno después del otro.
Un juego más lineal requiere que un jugador finalice niveles en una secuencia fija para poder ganar. La habilidad de omitir, repetir o escoger entre niveles hace al juego menos lineal.
En juegos como Darius, solo es posible elegir una de las 2 siguientes zonas si se completa la zona actual, y afectará el final del juego si se escoge cualquiera de las últimas zonas. Ejemplo: si hay 28 zonas en total, solo se podrá escoger 7 (la zona A es elegida automáticamente al empezar).
Cuando un nivel es suficientemente grande y de final abierto, este puede ser descrito como un mundo abierto. Los diseños de mundo abierto han existido en alguna forma desde la década de 1980, como en el anteriormente mencionado Elite, y usualmente hacen uso de la generación procedimental (contenido generado algorítmicamente en vez de manualmente).

## Modosandbox
En un juego de tipo sandbox, un jugador puede ignorar o desactivar ciertos objetivos o tener acceso ilimitado a objetos. Esto puede abrir posibilidades que no fueron intencionales por el diseñador del juego. El modo sandbox es una opción entre los juegos orientados a objetivos, y deberían ser diferenciados del género homónimo que comprende los videojuegos de final abierto sin objetivos, como por ejemplo SimCity, Minecraft, etc.

## Evolución de los videojuegos no lineales
El estilo no lineal dentro del juego tiene sus raíces en la era de los 8 bits, con ejemplos tempranos que incluyen:
- Bosconian (1981)
- Time Pilot (1982)[4][5]
- TX-1 (1983)[6]
- Mega Zone (1983)[7]
- Portopia Serial Murder Case (1983)[8]
- Bega's Battle (1983)[9]
- Elite (1984)
- Dragon Slayer (1984),[10]
- The Battle-Road (1984)[11]
- Brain Breaker (1985)[12]
- Star Luster (1985)[13]
- The Legend of Zelda (1986)[14]
- Metroid (1986)[10]
- Dragon Quest (1986)[10]
- Out Run (1986)[15]
- Darius (1986)[16]
- Vampire Killer (1986)[17][18]
- Castlevania II: Simon's Quest (1987)[19]
- Sid Meier's Pirates! (1987)
- The Goonies II (1987)[10]
- War of the Dead (1987)[20]